# Tichió (Kastoriá)
Tichió, en grec moderne : Τοιχιό, est un village du dème de Kastoriá, district régional de Kastoriá, en Macédoine-Occidentale, Grèce.
Selon le recensement de 2011, la population du village compte 685 habitants.